# Paul Darrow
Paul Darrow, született Paul Valentine Birkby (Chessington, 1941. május 2. – 2019. június 3.) angol színész.

## Filmjei
Mozifilmek
- Dr. Strangelove (Dr. Strangelove) (1964)
- Tombol a Hold (The Raging Moon) (1971)
- Halj meg máskor (Die Another Day) (2002)

Tévéfilmek
- Mr. Jerico (1970)
- Murder Must Advertise (1973)
- The Legend of Robin Hood (1975)
- Drake’s Venture (1980)
- Dombey & Son (1983)
- Örvény (Maelstrom) (1985)

Tévésorozatok
- Emergency-Ward 10 (1965–1966, 53 epizódban)
- Az Angyal kalandjai (The Saint) (1967, egy epizódban)
- Coronation Street (1969, két epizódban)
- The Flaxton Boys (1969–1971, három epizódban)
- Z Cars (1969–1973, három epizódban)
- Ki vagy, doki? (Doctor Who) (1970–1985, nyolc epizódban)
- Churchill's People (1974, egy epizódban)
- The Poisoning of Charles Bravo (1975, három epizódban)
- Killers (1976, két epizódban)
- Blake’s 7 (1978–1981, 51 epizódban)
- Penmarric (1979, egy epizódban)
- Making News (1990, hat epizódban)
- The Strangerers (2000, hat epizódban)
- The 1970s Office (2004, hang)
- Law & Order: UK (2009–2014, hét epizódban)